# Čošský záliv
Čošský záliv (rusky Чёшская губа) je záliv Barentsova moře mezi evropskou pevninou a poloostrovem Kanin v Archangelské oblasti Ruské federace.

## Geografie
Záliv má zaoblený tvar, dosahuje délky asi 100 km, šířky až 130 km. Hloubka se pohybuje v rozmezí 20 až 50 metrů, běžné jsou mělčiny hluboké 2 až 3 metry. Hloubka u vstupu do zálivu je 55 m. Do západní části zálivu ústí řeka Čoša, po které je záliv pojmenován. Do jižní části ústí řeky Peša, Grabežna, Snopa, Vižas a Oma. Na západě záliv ohraničuje mys Mikulkin Nos a na východě mys Barmin. Břehy ve východní a západní části zálivu jsou vyvýšené, složené z břidlic. V jižní části zálivu jsou nízké písčité břehy.
Příliv a odliv je polodenní a dosahuje až 4,3 m.
Od listopadu do konce června záliv zamrzá.

## Historie
Čošský záliv a jeho okolí byl znám po staletí Pomorům, kteří cestovali na svých kočích z Bílého moře až k Obu. Své koče táhli v jižní části poloostrova Kanina přes tzv. čošský portáž od řeky Čoši k řece Čiže, která se vlévá do Mezeňského zálivu.
Záliv je zakreslen na anglické mapě vydané v roce 1570. Autorem mapy byl William Burrough, který se se svým starším bratrem Stephenem účastnil dvou plaveb v severních mořích a byl považován za hlavního odborníka na plavbu po Barentsově moři. Na mapě je také vyznačen tzv. čošský portáž, který kartograf doporučuje pro překonání dané oblasti.
Čošský záliv je jedním z tzv. historických zálivů Ruska, což znamená, že celá vodní plocha zálivu má právní status ruských vnitřních vod.

## Fauna
Záliv je bohatý na ryby, žije zde endemický poddruh sledě obecného, tzv. sleď čošsko-pečorský.

## Zajímavost
Laickým překladem ruského jména zálivu Чёшская губа často vzniká název jako Česká huba nebo Český záliv. Tento název pak vede různé diskutující k názoru, že v dané oblasti byla česká kolonie, čeští výzkumníci a nebo snad dokonce, že z této oblasti pochází Češi. Ve skutečnosti název zálivu s Českem a Čechy nemá zcela nic společného.